# Eerste Kamerverkiezingen 2011/Kandidatenlijst/Partij voor de Dieren
De kandidatenlijst voor de Eerste Kamerverkiezingen 2011 van de Partij voor de Dieren werd als volgt vastgesteld:

## Lijst
1. Niko Koffeman
2. Birgit Verstappen
3. Erno Eskens
4. Diederik van Liere
5. Karen Soeters
6. Ton Dekker
7. Paul Cliteur